# فاليري هيجارتي
فاليري هيجارتي (بالإنجليزية: Valerie Hegarty)‏ هي فنانة أمريكية، ولدت في 1967 في برلينغتون في الولايات المتحدة.

## وصلات خارجية
- الموقع الرسمي